# Xã East Wheatfield, Quận Indiana, Pennsylvania
Xã East Wheatfield (tiếng Anh: East Wheatfield Township) là một xã thuộc quận Indiana, tiểu bang Pennsylvania, Hoa Kỳ. Năm 2010, dân số của xã này là 2.366 người.